# Kurija Köröskeny-Rupčić
Kurija Köröskeny-Rupčić nalazi se u sjevernom dijelu naselja Vinica. Izgrađena je u 18. st., a pregrađivana je u više navrata tijekom 19. i 20. st. Kurija je prvotno građena u obliku slova L, a kasnije su dodana još dva krila je s istočne i sjeverozapadne strane dograđeno po jedno krilo, tako da joj je današnja tlocrtna dispozicija četverokutna s atrijskim dvorištem. Ima preko 20 spavaćih soba, veliku blagovaonicu te niz drugih popratnih prostorija.

## Zaštita
Pod oznakom Z-6147 zavedeno je kao nepokretno kulturno dobro - pojedinačno, pravna statusa zaštićena kulturnog dobra, klasificirano kao "stambena građevina".